# Clarence Weatherspoon
Clarence Weatherspoon, Sr. (ur. 8 września 1970 w Crawford) – amerykański koszykarz, występujący na pozycjach skrzydłowego.

## Osiągnięcia
NCAA
- Uczestnik turnieju NCAA (1990, 1991)
- Mistrz turnieju konferencji Metro (1990, 1991)
- 3-krotny zawodnik roku konferencji Metro (1990–1992)
- Zaliczony do:
  - I składu All-Metro (1990–1992)
  - III składu All-American (1991 przez UPI)[1]

NBA
- Zaliczony do II składu debiutantów NBA (1993)[2]
- Uczestnik konkursu wsadów (1993)[1]

Reprezentacja
- Wicemistrz Igrzysk Dobrej Woli (1990)[3]
- Brązowy medalista igrzysk panamerykańskich (1991)[4]